# In den Fesseln von Shangri-La
In den Fesseln von Shangri-La (Originaltitel Lost Horizon; deutscher Titel auch In Fesseln von Shangri-La, österreichische Titel Das verlorene Paradies und Der verlorene Horizont) ist ein US-amerikanisches Filmdrama des Regisseurs Frank Capra aus dem Jahr 1937. Die Hauptrollen spielten Ronald Colman, Jane Wyatt und Edward Everett Horton. Als literarische Vorlage für das Drehbuch diente der utopische Roman Der verlorene Horizont von James Hilton.
Im Mittelpunkt der Handlung steht Shangri-La, ein fiktiver Ort in Tibet, wo Menschen in Frieden und Harmonie leben. Die Uraufführung des oscarprämierten Films fand am 2. März 1937 in San Francisco, die europäische Erstaufführung während der Salzburger Festspiele 1937 statt. Die Produktion wurde damals als „eines der gewaltigsten Filmwerke, die jemals über die Leinwand liefen“, bezeichnet.
Aufgrund seiner pazifistischen Botschaft und Kritik an der westlichen Lebensweise wurde der Film während des Zweiten Weltkriegs und im Kalten Krieg durch die damalige US-amerikanische Filmzensur massiv gekürzt und bearbeitet; von der Fassung der Uraufführung blieb nur die Tonspur erhalten. Nach Abschaffung des Hays Codes initiierte 1973 das American Film Institute eine Restaurierung des Originalfilms. Über einen Zeitraum von 25 Jahren konnte mittels weltweit zusammengetragenem Filmmaterial eine Anzahl von fehlenden Szenen wieder eingefügt werden.
1999 wurde die wiederhergestellte Urversion von Columbia TriStar veröffentlicht, 2013 von Sony Pictures im 4K-Format digitalisiert, und in dieser Fassung 2014 bei den Internationalen Filmfestspielen von Cannes wiederaufgeführt. In den USA stufte die Library of Congress 2016 Frank Capras zeitloses Meisterwerk im National Film Registry als „kulturell, historisch und schöngeistig bedeutsam“ ein. Zum 80-jährigen Bestehen des Films wurde die restaurierte Fassung 2018 für den Saturn Award als eine der besten Homevideo-Veröffentlichungen nominiert.

## Handlung
Während eines Aufstands 1935 in China versucht der pazifistisch eingestellte britische Diplomat Robert Conway gemeinsam mit seinem jüngeren Bruder George mehrere Ausländer mit hastig organisierten Flugzeugen aus dem (fiktiven) Ort Baskul nach Shanghai zu evakuieren. Dabei kritisiert er, dass nur „Weiße“ ausgeflogen werden können. In der letzten Maschine, mit der die Flüchtlinge starten können, befinden sich außer den beiden Brüdern der wegen Betrugs gesuchte Amerikaner Henry Barnard, der englische Paläontologie-Professor Alexander Lovett und die an einer unheilbaren Krankheit leidende Prostituierte Gloria Stone. Erschöpft schlafen die Passagiere ein. Erst am nächsten Morgen bemerken sie, dass das Flugzeug von seinem Kurs abgewichen ist und am Steuer statt des britischen ein asiatischer Pilot sitzt. Nach einer Zwischenlandung, bei der ein Bergvolk Flugbenzin zur Verfügung stellt, stürzt die Maschine in einem Schneesturm im Himalaya fern von jeglicher Zivilisation ab und landet auf einem schneebedeckten Plateau im Inneren Tibets. Als alle Hoffnung auf Rettung verloren scheint, wird die Gruppe von Mönchen gefunden und in ein entlegenes Tal namens Shangri-La zu einem geheimnisvollen gleichnamigen Kloster gebracht.
In Shangri-La, einem Tal von wunderbarer Schönheit, herrschen nicht nur klimatisch paradiesische Zustände – von der westlichen Welt unbemerkt haben sich die Bewohner einen Garten Eden geschaffen und halten ihre Gemeinschaft für die letzte Oase, in der die geistigen Schätze der Menschheit aufbewahrt werden, geschützt vor Kriegen und Katastrophen. Sie leben in harmonischem Frieden und altern nur langsam. Einführend erklärt der Mönch Chang, dass die Bezirke in Shangri-La stellvertretend für das Reich der menschlichen Seele stehen, die in der heutigen Welt mit ihrer Hast, ihrer Oberflächlichkeit, ihren Dogmen und ihrem Zwang tödlich bedrängt wird. Weiter führt Chang aus, dass es in Shangri-La verschiedene Religionen gibt, unter anderem einen taoistischen und einen konfuzianischen Tempel weiter unten im Tal, und fügt hinzu: „Jedes Juwel hat Facetten, und es ist möglich, dass viele Religionen die gemäßigte Wahrheit enthalten.“
Obwohl das Eintreffen der Gruppe nicht zufällig ist, gewöhnen sich Robert und seine Begleiter schnell an das sagenhafte Leben. Die Abgeschiedenheit zwingt die unfreiwilligen, aber zuvorkommend und gastfreundlich aufgenommenen Gäste zu Selbsteinkehr und innerer Bewährung. Langsam findet Robert Zugang und Vertrauen zum Hohen Lama von Shangri-La, einem über 200 Jahre alten Mönch aus Belgien. Dieser eröffnet ihm, dass er das Flugzeug entführen ließ, weil er Roberts Büchern und öffentlichen Handlungen entnommen habe, dass dieser sich nach Frieden sehne und nach Shangri-La gehöre. Die Besonderheiten und Vorzüge des Lebens in dieser kleinen, abgeschiedenen Welt, in der die Lebensspanne der Menschen bei geistiger und körperlicher Jugend um den Faktor 3 bis 4 verlängert ist, erläutert der Hohe Lama mit den Worten:
„Wir sind keine Wundertäter, wir haben weder den Tod besiegt noch den Verfall. Alles, was wir tun können, ist, den Ablauf dieses kurzen, ‚Leben‘ genannten Zwischenspiels, zu verlangsamen. Wir bewirken dies durch Methoden, die hier so einfach wie anderswo unmöglich sind. Aber täuschen Sie sich nicht, das Ende erwartet uns alle. Haben Sie jemals in diesen Tagen der Kriege und Gerüchte von Kriegen von einem Ort geträumt, an dem es Frieden und Sicherheit gibt, in dem das Leben kein Kampf, sondern eine dauerhafte Freude ist? Natürlich haben Sie das. Jeder Mensch hat diesen Traum. Es ist immer der derselbe Traum. Manche nennen diesen Ort Utopia, andere Jungbrunnen. Schauen Sie sich die Welt von heute an. Gibt es etwas, das erbärmlicher ist? Was für ein Wahnsinn! Was für eine Blindheit! Was für eine geistlose Führungselite! Eine hastige Masse verwirrter Menschen, die kopfüber aufeinanderprallt und von einer Orgie aus Gier und Brutalität angetrieben wird. Es ist unsere Hoffnung, dass sich eines Tages die brüderliche Liebe von Shangri-La auf der ganzen Welt ausbreiten wird. Wenn die Machtgierigen einander verschlungen haben und die Sanftmütigen die Erde erben, kann endlich die christliche Ethik erfüllt werden.“
Zunehmend fühlen sich Robert und seine Begleiter in der neuen Umwelt glücklich und zufrieden. Nur George sehnt sich in die Zivilisation und seine frühere Existenz zurück, obwohl Maria, ein junges Mädchen aus Shangri-La, ihn leidenschaftlich liebt und ihn zum Bleiben animiert. Chang erzählt, dass Maria eigentlich fast 70 Jahre alt ist und ihre Jugend sowie Schönheit der Wunderkraft Shangri-Las verdankt. Auch Robert verliebt sich in eine Bewohnerin, die mysteriöse und schöne Sondra. Zudem entwickelt sich eine herzliche Zuneigung zwischen Gloria, die ihre Gesundheit wiedererlangt, und Henry, und beide lassen ihre düstere Vergangenheit hinter sich.
Kurz vor seinem Tod bittet der Hohe Lama Robert, die Führung und Verantwortung von Shangri-La zu übernehmen. Jedoch weckt George in Robert Zweifel an der Wunderkraft des Ortes und bewegt ihn, gemeinsam mit Maria und einer Gruppe nicht vertrauenswürdiger Sherpas Shangri-La zu verlassen. Auf dem Weg durch die schneebedeckten Berge verlieren die Brüder mit Maria, deren Kräfte zusehends schwinden, immer mehr den Anschluss. Um den Ballast loszuwerden, schießen die Sherpas in Richtung der Zurückfallenden. Durch die Schüsse löst sich eine Schneelawine, die alle Sherpas unter sich begräbt. Robert, George und Maria finden Zuflucht in einer Höhle, wo Maria schlagartig altert und stirbt. Nun erkennt George, dass er seinen Bruder zu Unrecht um den Glauben an Shangri-La gebracht hat. Von Wahnsinn und Reue ergriffen springt er von einem hohen Bergmassiv in den Tod.
Robert erreicht mit letzten Kräften die Zivilisation und wird in einem Hospital gepflegt. Durch eine Reihe von Telegrammen an den Premierminister in London wird klar, dass er eine Amnesie hatte, aber nun von dem britischen Botschaftsangehörigen Lord Gainsford nach England zurückgebracht werden soll. Jedoch erlangt Robert sein Gedächtnis zurück und flieht kurz vor der Abreise, um nach Shangri-La zurückzukehren. Nach zehn Monaten Suche nach Robert gibt Gainsford auf und kehrt nach London zurück. Er erzählt seinen Clubmitgliedern von Roberts erstaunlichen Abenteuern und den Versuchen, seinen verlorenen Horizont zu finden. Während die Männer auf Roberts Erfolg anstoßen, gelangt dieser unter abenteuerlichen Umständen zurück nach Shangri-La, wo er seinen Traum vom Frieden verwirklichen kann.

## Produktion

### Vorproduktion

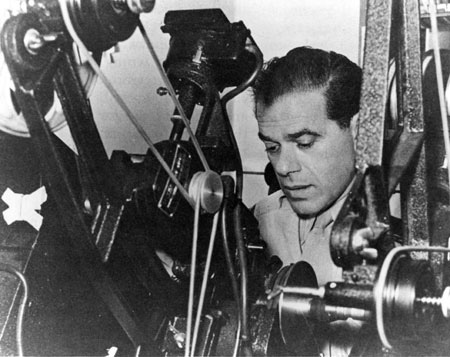
Frank Capra

Frank Capra war, nach späteren Aussagen seines Sohnes Frank Capra junior, tief von den Auswirkungen der Great Depression betroffen, gab aber die Hoffnung auf eine bessere Welt nicht auf. Wie Millionen andere Menschen faszinierte ihn der Roman Lost Horizon des jungen britischen Schriftstellers James Hilton, der mit seinem Paradies „Shangri-La“ das Idealbild einer menschlichen Gemeinschaft entworfen hatte. Für Capra stand fest, dass ein von der Depression mental geschlagenes Volk an die Verwirklichung einer Gemeinschaft in Frieden und Harmonie glauben musste. Zu dieser Zeit galt Capra als bestbezahlter Regisseur in Hollywood und konnte drehen, was er wollte.
Im Auftrag von Capra erwarb Columbia Pictures bereits 1934 die Filmrechte. Als Kameramann konnte Joseph Walker verpflichtet werden, der bei insgesamt 18 Filmen mit Capra zusammenarbeitete. Das Drehbuch schrieb Capras ebenfalls langjähriger Mitarbeiter Robert Riskin. Hierbei stand James Hilton beratend zur Seite. Im Wesentlichen entsprach die spätere Urfassung des Films der Romanvorlage. Hinzugefügt wurden aus romantischen Aspekten die Figur der Sondra sowie der belustigende Professor Alexander Lovett, die beide im Roman nicht vorkommen. Hilton billigte diese Unterschiede.
Die Spezialeffekte wurden von E. Roy Davidson und Ganahl Carson gestaltet. Die Kulisse von Shangri-La, die Stephen Goosson mit 150 Arbeitern in einer Bauzeit von zwei Monaten errichtete, war eine außergewöhnliche künstlerische Leistung und gilt bis heute als die größte Filmkulisse, die jemals in Hollywood gebaut wurde. Ursprünglich wollte Capra den Film im neuen Technicolor-Verfahren drehen. Dies lehnte Harry Cohn nicht nur aufgrund der bedeutend höheren Materialkosten ab. Mitte der 1930er Jahre waren Aufnahmen von Lawinen und schneebedeckten hohen Bergen technisch schwierig zu realisieren, weshalb für diese Szenen Schwarzweißfilm-Material aus einer Dokumentation über Bergsport in den Alpen verwendet werden musste.

### Besetzung

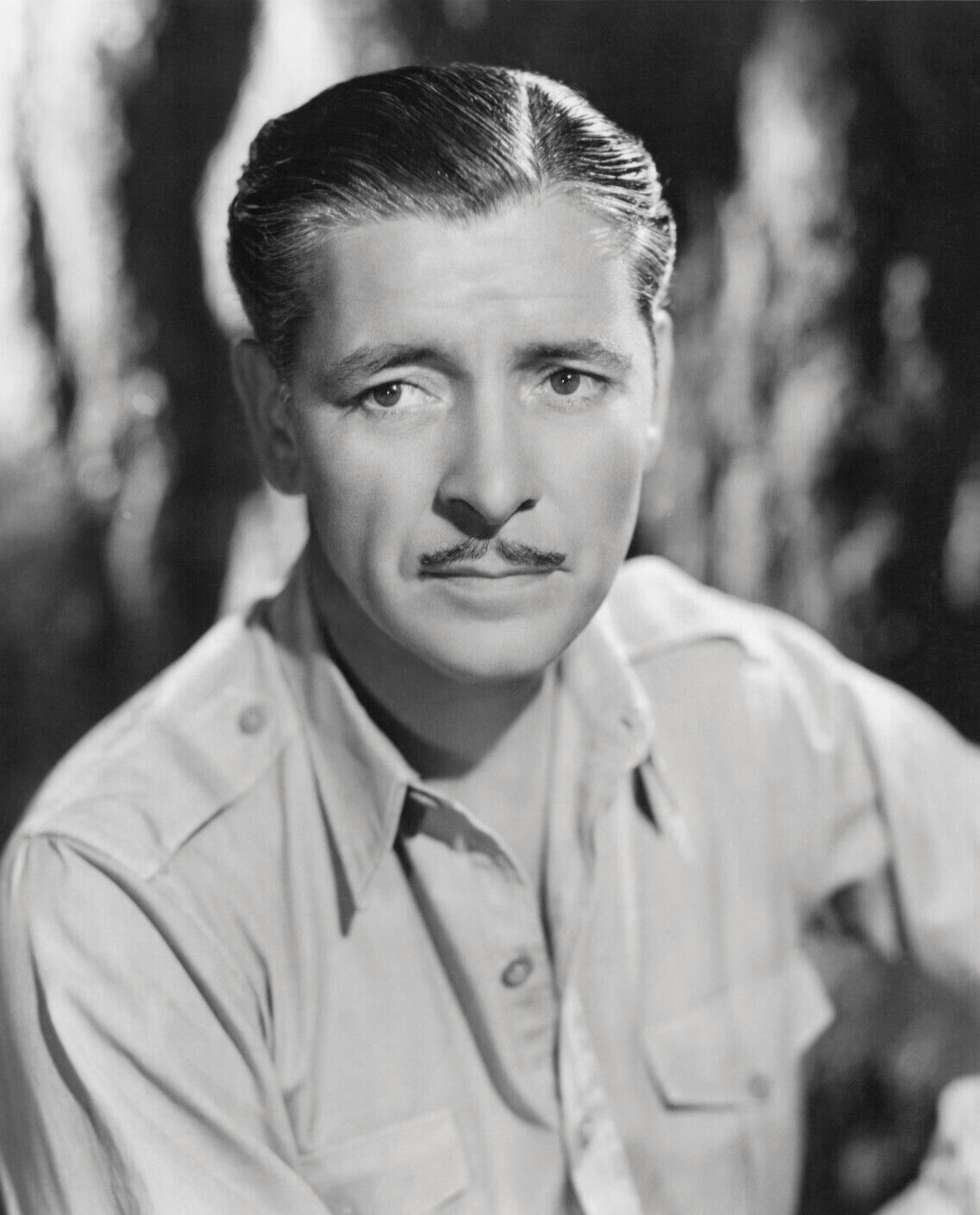
Ronald Colman als Robert Conway, 1937

Der Beginn der Dreharbeiten verzögerte sich aufgrund zahlreicher Castings und Probeaufnahmen erheblich. Für die Hauptrolle kam für Capra ausschließlich Ronald Colman als Robert Conway infrage, der noch bei anderen Produktionen verpflichtet war, sodass sich der Drehbeginn weiter verschob. Für die Rolle des George Conway sprachen unter anderem David Niven und Louis Hayward vor; erst zwei Tage vor Drehbeginn entschied sich Capra hierbei für John Howard. Die Rolle der Maria erhielt schließlich Margo Albert. Für die Nebenrollen konnten mehrere damals sehr bekannte Schauspieler gewonnen werden, wie David Torrence, Lawrence Grant, Willie Fung, Richard Loo und Victor Wong.
Große Auseinandersetzungen führte Capra mit Harry Cohn, dem Studioboss von Columbia Pictures, bei der Besetzung der Rolle des Hohen Lamas. Cohn mochte die Aufnahmen mit Sam Jaffe nicht und bestand darauf, dass Capra ihn durch Walter Connolly ersetzt. Capra beugte sich dieser Bitte und ließ auf Wunsch von Cohn sogar speziell für Connolly ein neues, teures Filmset bauen. Letztlich bestand zwischen den beiden dann doch Einigkeit, dass die Aufnahmen mit Connolly nicht annähernd so gut waren wie die mit Jaffe. Folglich erhielt dieser seinen Part zurück, worauf alle seine Szenen nochmals gedreht werden mussten.

### Dreharbeiten
Am 23. März 1936 begannen die Dreharbeiten. Sie endeten am 17. Juli 1936 und dauerten somit einhundert Tage, 34 mehr als geplant. Außenszenen entstanden unter anderem in Ojai, Palm Springs, Victorville, Griffith Park und Idyllwild-Pine Cove. Die Lamaserie wurde auf der Columbia Ranch in Burbank (Los Angeles County) errichtet. Das „Tal des blauen Mondes“ lag im San Fernando Valley, etwa 64 Kilometer nordwestlich von Hollywood entfernt. Die Aufstandsszene in Baskul entstand auf dem Los Angeles Municipal Airport. Zum Einsatz kam eine Douglas DC-2, mit der Capra auch mehrere Aufnahmen in der Luft drehen ließ. Die Betankungssequenz bei dem Bergvolk fand an einem ausgetrockneten See in der Mojave-Wüste statt. Viele Szenen konnten im Eis- und Kühllager von Los Angeles realisiert werden, wo Capra 13.000 Quadratmeter Kühlfläche zur Verfügung standen. Das Kamerateam hatte hier große Schwierigkeiten mit dem Equipment zu bewältigen, da die extreme Kälte statische Elektrizität erzeugte. Für die Aufnahmen im Schneesturm wurden Tonnen von Gips sowie gebleichte Cornflakes verwendet.
Die Budgetplanungen beliefen sich auf 1,5 Millionen US-Dollar. Am Ende kostete Lost Horizon doppelt so viel und war damit zu dieser Zeit der teuerste Film in der damaligen Kinogeschichte. Zum Vergleich: Drei Millionen Dollar im Jahr 1936 entsprachen der Kaufkraft von rund 55 Millionen Dollar im Jahr 2018.

## Bearbeitungen und Veröffentlichung
Als „Lacuna“ wird in der Filmwissenschaft eine erschließbare Lücke in alten Filmen bezeichnet, deren Ursache unter anderem auf mechanische Zerstörung eines Teils des Materials oder die Zensierung von Filmen mit anschließender Vernichtung ganzer Textteile zurückzuführen ist. Als eines der prominentesten Beispiele gilt hierfür Frank Capras Lost Horizon. In der ersten Schnittfassung war der Film 360 Minuten lang. Anschließend umfasste er in einer Probeaufführung 210 Minuten und bei der Uraufführung 132 Minuten. Danach erfuhr der Film wegen seiner pazifistischen Tendenzen mehrmals massive Kürzungen und Bearbeitungen. Später erfolgte eine Filmrestaurierung mit wiedergefundenen Szenen, Schwarzbildern und Einzelbildern (Diashow).

### Urfassung

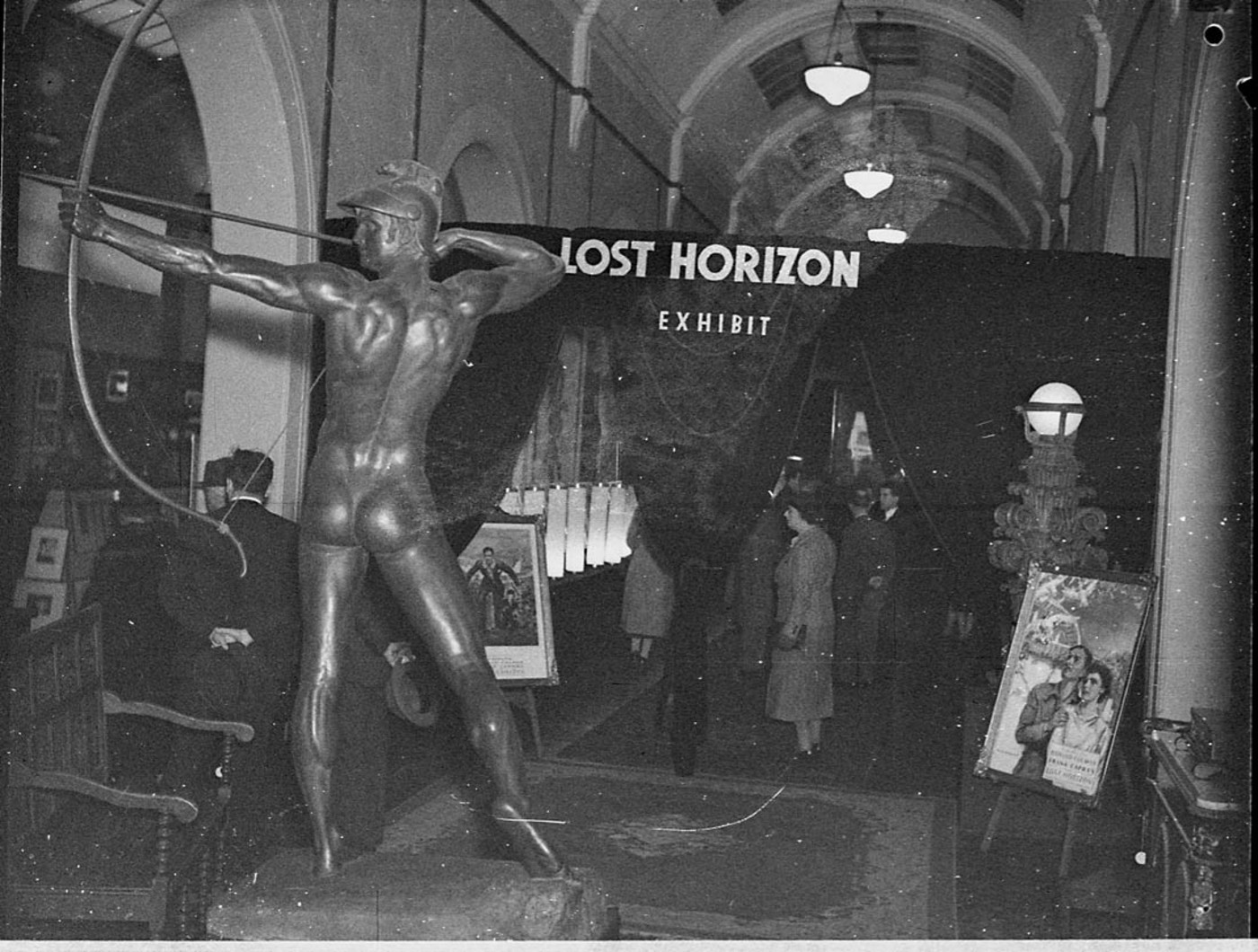
PR-Veranstaltung zum Film, 1937

Nach Beendigung der Dreharbeiten und dem ersten Cut stand Frank Capra verwertbares Filmmaterial von rund sechs Stunden zur Verfügung, woraufhin das Studio einen Mehrteiler in Erwägung zog. Derartige Sequel galten zu dieser Zeit noch weitgehend als unpopulär und als finanziell riskant. Demzufolge ließ Capra das Material von Gene Havlick und Gene Milford für ein Preview auf 210 Minuten kürzen. Diese Vorpremiere fand am 22. November 1936 in Santa Barbara statt und wurde von der Mehrheit der Zuschauer negativ aufgenommen. Die Probanden hatten vorher die Screwball-Komödie Theodora wird wild gesehen und konnten sich anschließend für ein episches Drama von 3 ½ Stunden Länge nicht begeistern. Teilweise lachte das Publikum über Sequenzen, die ernst gemeint sein sollten; viele verließen das Kino vorzeitig. Frank Capra soll über die Reaktionen dermaßen enttäuscht gewesen sein, dass er sich für mehrere Tage in ein Wochenendhaus am Lake Arrowhead zurückzog und für niemanden zu sprechen war.
Daraufhin erfolgte eine mehrmonatige Überarbeitung verschiedener Szenen. Hierfür drehte Capra im Januar 1937 unter anderem neue Shots mit dem Hohen Lama und legte mehr Gewicht auf eine pazifistische Botschaft sowie einen empathischen Bezug zur damaligen Weltlage. Nach diesen Schnitten wurde am 2. März 1937 Lost Horizon in San Francisco mit einer Länge von 132 Minuten erfolgreich uraufgeführt. Die anschließende Vermarktung erfolgte über eine Roadshow-Attraktion in ausgewählten US-amerikanischen Städten mit nur zwei Vorstellungen pro Tag und vorreservierten Plätzen. Letztlich war Lost Horizon ein gefeierter Film, der im September 1937 in den weltweiten Verleih kam und ein Jahr später mehrere Oscar erhielt.

### Propagandaversionen

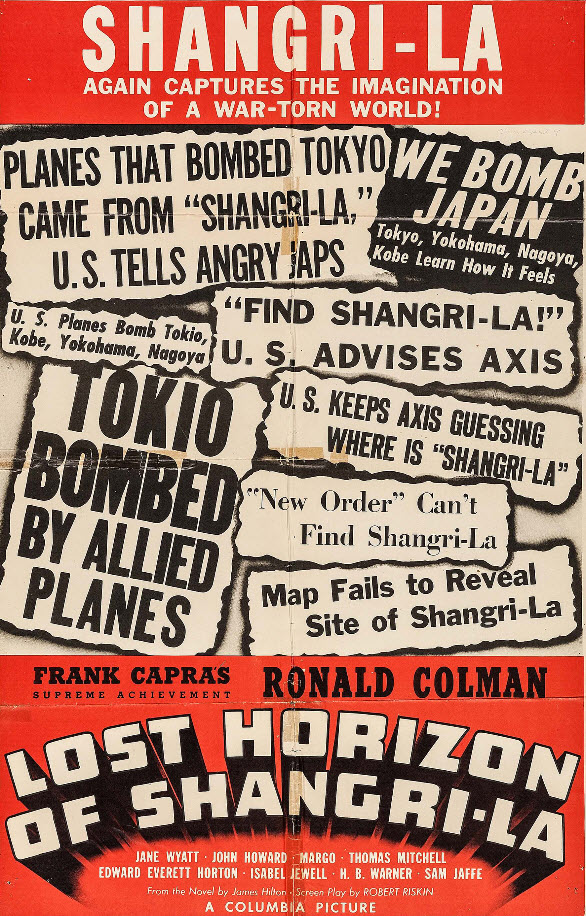
Propagandaplakat von 1942

Gegen Ende der 1930er Jahre wurde in den USA die Herstellung sowie der Vertrieb von Spielfilmen zunehmend strikter reguliert und überwacht. Spätestens mit Eintritt der Vereinigten Staaten in den Zweiten Weltkrieg mussten alle Filme der Production Code Administration (PCA) vorgelegt werden, die direkt dem United States Office of War Information (OWI) zugeordnet war. Damit unterstanden sämtliche Studios der Regierung und hatten die Aufgabe, die Kriegsführung der USA zu unterstützen. Das OWI war ein zusätzliches Instrument für die inhaltliche Steuerung der US-amerikanischen Filmproduktion und vergab ab 1942 Lizenzen, ohne die kein Film mehr gedreht werden konnte. Infolge dieser Zensur zogen Studios in „freiwilliger Selbstverpflichtung“ Filme aus dem Verleih, oder legten ältere Filme neu auf, die oft komplett neu geschnitten wurden, um die jeweils aktuelle Sichtweise der US-Regierung zu reflektieren. Hiervon betroffen waren unter anderem verschiedene Produktionen von Frank Capra.

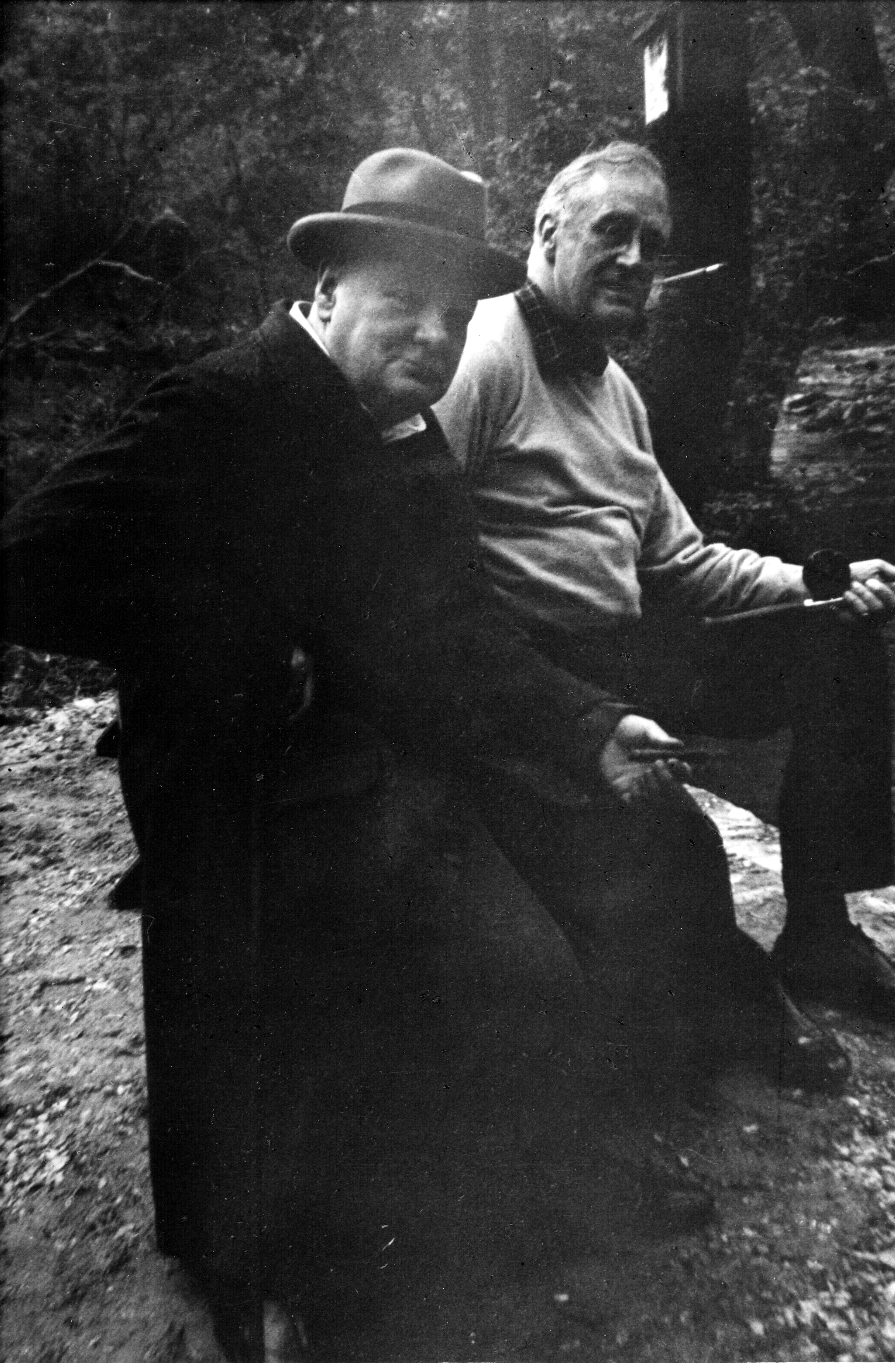
Winston Churchill und Franklin D. Roosevelt beim Angeln in Shangri-La, 1943

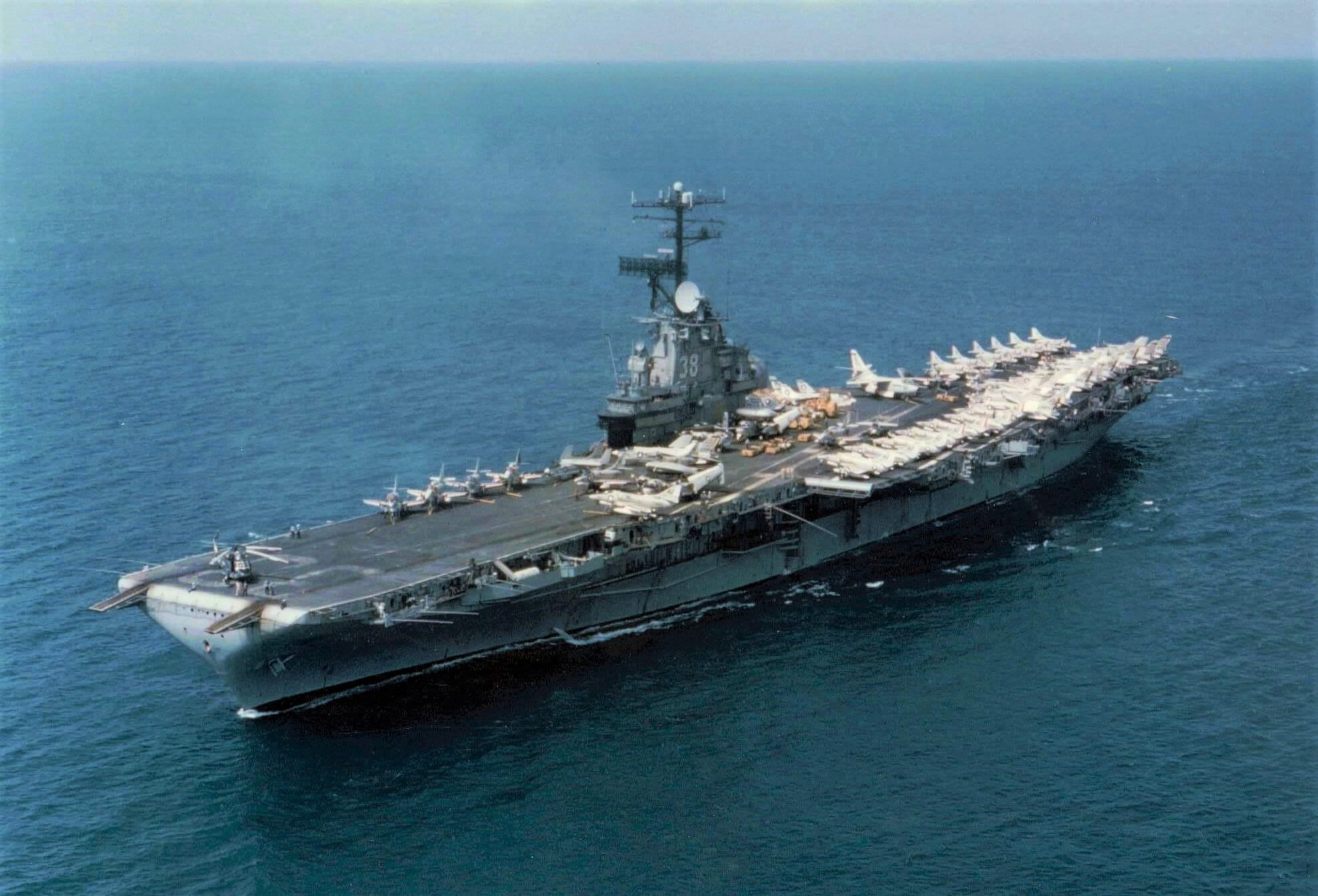
Die Shangri-La unterwegs im Pazifik, 1970

Eine außerordentliche und weit reichende Wirkung hatte Shangri-La bei Franklin D. Roosevelt ausgelöst. Der Einfluss dieser Fiktion auf den damaligen US-Präsidenten wird von Historikern als regelrechte Obsession beschrieben. Um die Kriegsbereitschaft der US-amerikanischen Bevölkerung zu erhöhen, zitierte Roosevelt bereits im Oktober 1937 eine komplette Passage aus Lost Horizon in seiner berühmten „Quarantäne-Rede“. 1939 taufte er den Familiensitz der Roosevelts in Indio (Kalifornien) und 1942 sogar den Landsitz der US-Präsidenten in „Shangri-La“ um (ab 1954 Camp David). Auf einer Pressekonferenz am 21. April 1942 antwortete Roosevelt auf die Frage, wo die Flugzeuge beim Doolittle Raid, einem Überraschungsangriff auf Tokio, gestartet seien: „They came from our new base at Shangri-La.“ Die Reporter quittierten die Antwort mit lautem Gelächter. Später erhielt ein Flugzeugträger der Essex-Klasse den Namen Shangri-La.
Die Neuauflage von Lost Horizon löste James Harold Doolittle persönlich aus, der im engen Kontakt zu Franklin D. Roosevelt stand und mit der Ausarbeitung von Luftangriffen auf Japan beauftragt worden war. Dementsprechend änderten die Produzenten von Columbia Pictures 1942 den Titel des Films in The Lost Horizon of Shangri-La und schnitten 24 Minuten aus der Uraufführungsfassung heraus. Darüber hinaus stand in der Erstverfilmung des Romans im Vorspann geschrieben:

„Unsere Geschichte beginnt in der alten chinesischen Stadt Baskul, in die Robert Conway geschickt wurde, um neunzig Weiße vor einem lokalen Aufstand zu evakuieren … Baskul, die Nacht vom 10. März 1935.“

Wer die lokalen Aufständischen waren, ließ die Urfassung von 1937 offen. In der Version von 1942 wurde die Eröffnungssequenz komplett umgeschrieben, was den historischen Hintergrund des Films sowie die Charaktere der Antagonisten völlig veränderte. So hieß es nun:
„Die Geschichte beginnt in der alten chinesischen Stadt Baskul, die von den Invasoren aus Japan heimgesucht wird, wo Robert Conway versucht, neunzig weiße Menschen zu evakuieren, damit sie nicht von den japanischen Horden abgeschlachtet werden … Baskul, die Nacht vom 7. Juli 1937.“
Damit verwandelten sich die chinesischen Aufständischen nicht nur zu japanischen „Horden“: Das Datum der Handlung fiel nunmehr mit dem Zwischenfall an der Marco-Polo-Brücke zusammen. Die Transformation war insbesondere deshalb wirklichkeitsfern, da dieses Ereignis, das den Zweiten Japanisch-Chinesischen Krieg auslöste, erst nach der ursprünglichen Fertigstellung und Uraufführung des Films stattgefunden hatte. Zudem wurden sämtliche Szenen herausgeschnitten, in denen Robert Conway Kritik am britischen Weltreich äußerte, aber überwiegend allgemein gegen die Durchführung von Kriegen protestierte.
Die Neuauflage wurde, wie alle später gekürzten Fassungen, unverändert als „ein Frank Capra Film von 1937“ beworben. Tatsächlich hatte Capra bereits vor 1942 die Zusammenarbeit mit Columbia Pictures aufgrund nicht abgesprochener Bearbeitungen in verschiedenen seiner Filme beendet und zusammen mit seinem langjährigen Drehbuchautor Robert Riskin die Frank Capra Film Production gegründet. Capra, der später Lost Horizon als „einen seiner größten Filme“ bezeichnete, sagte über die Neuauflage, dass „der Film ohne die Szenen keinen Sinn mehr“ ergebe. Zu dem gleichen Ergebnis kam der Filmhistoriker Leslie Halliwell. Er bezeichnete die fehlenden Sequenzen als „lebenswichtig“ für den Film.
Dessen ungeachtet entwickelte sich The Lost Horizon of Shangri-La von 1942 für die Columbia-Produzenten zu einem vollen Erfolg. Denn erst mit dieser 110-minütigen Version konnte eine enorm hohe Verbreitung erzielt und der Break-even deutlich überschritten werden. Dazu hatte nicht zuletzt die United Service Organizations beigetragen, die den Film zur Propaganda gegen Japan in der Truppenbetreuung einsetzte.
Noch massivere Kürzungen erfolgten während der McCarthy-Ära. Columbia Pictures eliminierte 1952 alle Szenen und Dialoge, die auch nur annähernd mit pazifistischen Utopien und pro-kommunistischen Idealen in Verbindung gebracht werden konnten. Gezeigt wurde fortan eine 95-minütige Version, die für spätere Fernsehproduktionen noch mehrmals gekürzt wurde und schließlich bei 66 Minuten lag.
Über die Änderungen urteilten US-amerikanische Filmhistoriker später: „Lost Horizon ist weniger Utopie als Propaganda und hat sich stets zusammen mit der jeweiligen politischen Situation der Vereinigten Staaten fortentwickelt.“ 1967 – die politische Lage hatte sich in den USA im Zuge des Bruchs zwischen der Sowjetunion und der Volksrepublik China erneut verändert – stellte Columbia Pictures bei einer geplanten weiteren Überarbeitung des Films fest, dass die Originalnegative nicht mehr vollständig waren und die noch vorhandenen Rollen nicht mehr repariert werden konnten.

### Restaurierung
Nach Abschaffung des Hays Codes übergab Columbia Pictures im Jahr 1970 die Originalreste des Nitrofilms an das 1967 gegründete American Film Institute, das 1973 die Restaurierung der Uraufführungsfassung initiierte. Das Projekt wurde vom UCLA Film Archive der University of California in Los Angeles durchgeführt und finanziell von Columbia Pictures unterstützt. 1974 begann der Restaurator Robert Gitt in verschiedenen Filmarchiven auf der ganzen Welt fehlendes Material zu suchen. Insgesamt dauerten seine Bemühungen zur Wiederherstellung des Films 25 Jahre. In der frühen Phase der Restaurierung wurde Gitt von Frank Capra unterstützt, der sich jedoch aufgrund seines hohen Alters und nach mehreren Herzinfarkten aus dem Projekt zurückziehen musste. Besonders erfreut soll Capra über die wiederaufgefundenen Szenen und Dialoge Sam Jaffes als Hoher Lama über Frieden und Brüderlichkeit gewesen sein.
In London entdeckte Robert Gitt im British Film Institute eine vollständige Tonspur der 132-Minuten-Version sowie drei Minuten des bisher als verloren geglaubten Bildmaterials. 1978 spürte er in Kanada einen 16-mm-Film auf, der zwar in französischer Sprache war, aber mehr der fehlenden Szenen enthielt. Bis 1986 konnten alle 132 Minuten des ursprünglichen Soundtracks und 125 Minuten Bildmaterial (in unterschiedlichen Qualitätsstufen) wiederhergestellt werden. Die fehlenden sieben Minuten ersetzte Gritt mit noch vorhandenen Dias der Schauspieler in Kostümen während der Dreharbeiten. Diese restaurierte Fassung wurde erstmals im Januar 1986 in Anwesenheit der damals einzig noch lebenden Hauptdarsteller Jane Wyatt und John Howard auf dem Park City Film Music Festival in Utah und anschließend bis Ende des Jahres in über 50 US-amerikanischen Städten der Öffentlichkeit präsentiert. In einem Interview sagte John Howard:

„Ich war begeistert, die restaurierte Version zu sehen. Das letzte Mal, als ich den Film im Fernsehen sah, glaubte ich, das sei Hackfleisch. Erst durch die wieder eingefügten Szenen sind die Charaktere verständlich. So gab es einen herausgeschnittenen Dialog zwischen Ronald Colman und mir im Flugzeug auf dem Weg nach Shangri-La, der vermittelte, wie wichtig es für Robert Conway war, einen weiteren Weltkrieg zu verhindern. Für mich ist das eine sehr bedeutende Szene.“

Im Jahr 1999 veröffentlichte Columbia TriStar Home Video die bis dahin restaurierte Version auf DVD in englischer Sprache und mit verfügbaren Untertiteln in Spanisch, Portugiesisch, Georgisch, Chinesisch und Thai. Zu den Bonus-Features gehörten drei gelöschte Szenen, ein alternatives Ende, ein Kommentar zur Restaurierung von Charles Champlin und Robert Gitt sowie eine Foto-Dokumentation mit Erläuterungen des Filmhistorikers Kendall Miller. Eine weitere DVD dieser Fassung mit den gleichen Bonus-Features, plus dem Original-Kinotrailer, kam 2001 in Englisch sowie synchronisiert in Französisch, Deutsch, Italienisch und Spanisch, nebst Untertiteln in Englisch, Spanisch, Deutsch, Französisch, Italienisch, Hindi, Portugiesisch, Türkisch, Dänisch, Isländisch, Bulgarisch, Schwedisch, Ungarisch, Polnisch, Niederländisch, Arabisch, Finnisch, Tschechisch und Griechisch auf den Markt.
Auf einem sehr schlecht erhaltenen 16-Millimeter-Film konnten 2013 nochmals insgesamt eine Minute der noch fehlenden Szenen wiederentdeckt und in die noch unvollständige 132-Minuten-Fassung integriert werden. Das Bildmaterial ersetzte Standbilder, die bis dahin für Szenen während Conways Treffen mit dem Hohen Lama verwendet werden mussten. Diese neu rekonstruierte Version wurde im gleichen Jahr von Sony Pictures im 4K-Format digitalisiert und 2014 bei den Internationalen Filmfestspielen von Cannes wiederaufgeführt.
2017 veröffentlichte Sony Pictures Home Entertainment den Film auf Blu-ray, der eine weitere Minute zuvor verlorenes Material enthält. Die Gesamtlaufzeit entspricht 133 Minuten. Erweitert wurde rund eine Minute im Vorspann mit Erklärungen zur Rekonstruktion. Etwa fünf Minuten der Urfassung fehlen weiterhin. Diese Szenen ersetzen wie in den vorherigen DVD-Versionen Standbilder mit fortlaufendem Ton. Die Bonus-Features und Kommentare der DVD-Fassungen wurden in der Blu-ray-Edition beibehalten.

## Deutsche Fassungen

Cover der deutschen Erstausgabe des Romans Lost Horizon mit dem Titel Irgendwo in Tibet, Herbert Reichner Verlag 1937

Unter dem Titel Irgendwo in Tibet erschien 1937 die deutsche Erstausgabe des Romans Lost Horizon im Herbert Reichner Verlag (Wien-Leipzig-Zürich), der den Großteil seiner Produktion in Deutschland verkaufte. Registriert im Reichsfilmarchiv mit der Karteinummer 3168, Titel-Signatur Das verlorene Paradies (Der verlorene Horizont), kam der Film im Frühjahr 1938 in der Originalfassung mit deutschen Untertiteln in deutschsprachige Kinos und wurde auf Plakaten sowie in Filmzeitschriften beworben.
Unklar ist, in welchem Jahr der Film im Dritten Reich der Zensur zum Opfer fiel. Unbelegten Aussagen zufolge soll Lost Horizon wegen seines pazifistischen Inhalts im Zuge der Kriegsvorbereitungen in Deutschland verboten worden sein. Hingegen gab die US-amerikanische Fachzeitschrift The Hollywood Reporter an, dass das Reichsministerium für Volksaufklärung und Propaganda den Film mit der Begründung verbannt habe, weil er (Zitat): „unsere [deutschen] heiligsten Gefühle und auch unsere künstlerischen Seelen verletzt“. Auch dieser Angabe widersprechen andere Quellen, wonach der Film infolge eines Urheberrechtskonflikts aus dem Verleih genommen wurde. Tatsächlich stammten, laut Aussage des Regieassistenten Andrew Marton, mehrere Cuts von Aufnahmen aus zwei deutschen Bergsportfilmen. Stichhaltige Belege existieren für keine dieser Darstellungen, da der größte Teil der Bestände des Reichfilmarchivs im Glockenturm Berlin eingelagert war und 1945 bei einem Brand verloren ging. Selbst die Karteikarten des Reichsfilmarchivs liegen dem Bundesarchiv nur in Bruchstücken vor.
Neuerer Forschung zufolge wurden während der gesamten Periode des Nationalsozialismus in deutschen Kinos auch von der Zensur zugelassene ausländische Filme gezeigt, in Sondervorführungen für bestimmte Personengruppen sogar nichtzugelassene. Allgemein galten Frank Capras gesellschaftskritische Filme wegen der teilweise offenen Kritik an der amerikanischen Lebensweise in Deutschland zumindest vermutlich bis 1942 als unproblematisch. Zudem war Capra ein überzeugter Republikaner und kritisierte wiederholt die Politik der Demokraten, besonders in Person Franklin D. Roosevelts. Obwohl mit Eintritt der Vereinigten Staaten in den Zweiten Weltkrieg grundsätzlich alle US-amerikanischen Filme in Deutschland aus dem Verleih genommen wurden (wie übrigens auch alle deutschen Filme in den USA), soll sich Joseph Goebbels ab 1940 intensiv um die Aufführungsrechte von Capras Film Mr. Smith geht nach Washington bemüht haben. Spätestens 1942, mit Capras Propagandafilmen Why We Fight, dürften dann alle seine Filme in Deutschland verbannt worden sein.
In der Schweiz kam die Originalfassung mit Untertiteln ebenfalls erstmals 1938 unter dem Titel Der verlorene Horizont und in Österreich mit dem Titel Das verlorene Paradies in die Kinos. Das Präsidium der Österreichischen Völkerbundliga übernahm nach einem Besuch des Films Anfang 1938 den Ehrenschutz: „Bestimmend für diesen Entschluß war die Tatsache, daß sich dieser Film vorbehaltlos in den Dienst einer Idee stellt, die gerade in unseren Tagen eifrigste Förderung verdient.“ Im mit Deutschland verbündeten Italien lief der Film als Orizzonte perduto („Verlorener Horizont“) und beispielsweise in Ungarn unter dem Titel A kék hold Völgye („Das blaue Mondtal“) nachweislich zumindest noch 1941.
Die erste deutsche Synchronisation erfolgte 1950 durch die Ala-Film in München unter der Synchronregie von Conrad von Molo und nach dem Dialogbuch von Isolde Lange-Frohloff in der überarbeiteten US-Schnittfassung von 1942. Die Erstaufführung in deutscher Sprache fand am 13. März 1950 statt. Gemäß der Beschreibung im Vorspann dieser Version wurde die Handlung allgemein in die Zeit während des Zweiten Weltkriegs verlegt. Der Film erhielt fortan im deutschen Sprachraum den Titel In den Fesseln von Shangri-La.
Am 2. Juli 1979 wurde der Film erstmals vom Ersten im deutschen Fernsehen ausgestrahlt und anlässlich dessen von der Alster Studios Synchron in Hamburg neu synchronisiert in der bearbeiteten US-Fassung von 1952. Nach dem Dialogbuch und unter der Dialogregie von Hilke Flickenschildt realisierte im Jahr 2000 die Berliner Synchron eine Synchronisation der restaurierten Fassung. Die DVD (127 Minuten) kam in deutscher Sprache 2001 auf den Markt. Seit dem 9. November 2017 ist die nahezu vollständig mit fehlenden Szenen wiederhergestellte Urfassung (133 Minuten) in Deutsch auf Blu-ray im Handel.
| Rolle            | Darsteller            | Synchronsprecher 1950  | Synchronsprecher 1979 | Synchronsprecher 2000  |
| ---------------- | --------------------- | ---------------------- | --------------------- | ---------------------- |
| Robert Conway    | Ronald Colman         | Ernst Fritz Fürbringer | Hellmut Lange         | Hans-Jürgen Wolf       |
| Sondra Bizet     | Jane Wyatt            | Eleonore Noelle        | Marianne Bernhardt    | Julia Biedermann       |
| Alexander Lovett | Edward Everett Horton | Fritz Odemar           | Klaus Miedel          | Norbert Gescher        |
| George Conway    | John Howard           | Ulrich Folkmar         | Lutz Mackensy         | Thomas Nero Wolff      |
| Chang            | H. B. Warner          |                        | Hans Paetsch          | Friedrich Schoenfelder |
| Henry Barnard    | Thomas Mitchell       | Walter Wehner          | Günther Jerschke      | Frank Ciazynski        |
| Maria            | Margo                 | Nina Fischer           |                       | Bianca Krahl           |
| Gloria Stone     | Isabel Jewell         |                        | Katrin Miclette       |                        |
| der Hohe Lama    | Sam Jaffe             |                        | Hans Hessling         | Eric Vaessen           |

## Kritiken
Der Status von Lost Horizon als bahnbrechender klassischer Abenteuerfilm gilt in den USA seit über 80 Jahren als unbestritten. Die New York Herald Tribune, eine der damals führenden und einflussreichsten Zeitungen in den USA, erklärte in einer Rezension im März 1937 (Auszüge):

„In aufregenden Szenen hat Frank Capra die eigenartige Geschichte einer Gruppe von Menschen verfilmt, die es in die zeitlose Utopie eines tibetischen Paradieses verschlagen hat. Es ist ein Triumph des Einfallsreichtums und der Integrität der Bilder, dass der Film so viel von dem tiefsinnigen Bann seines Originals bewahrt hat. Der hauptsächliche Reiz ist die einfühlsame Phantasie und ihre Philosophie. Der Zuschauer bekommt mit den Geheimnissen eines tibetischen Nirwanas ein eskapistisches Paradies vorgeführt, womit er die Gitter der Realität in einer unruhigen Welt durchbrechen kann. Dass der Film den nachdenklichen Anspruch des Buchs so gut bewahrt, ist bemerkenswert. Lost Horizon ist ein echter Erfolg der Filmkunst.“

Der Spiegel beschrieb im Juli 1979 den Film in einer Programmvorschau als „opulentes Melodrama über ein Nirwana in Tibet“ und als „Klassiker der sophisticated comedy im New-Deal-Amerika“, wobei sich diese Beurteilung auf die damalige Synchronfassung bezog. Eine im deutschen Sprachraum oft noch in verschiedenen Medien aufgeführte Kritik stammt vom Filmdienst, wonach Capras Werk eine „phantastische Verfilmung des alten Menschheitstraums vom absoluten äußeren und inneren Frieden“ sowie „eine vor allem durch ihre Atmosphäre faszinierende, romantische und pessimistische Allegorie“ sei, welche „die Flucht aus der realen Welt, jedoch nicht die Auseinandersetzung mit ihr behandelt.“ Diese Rezension bezieht sich ebenfalls nicht auf die ursprüngliche, sondern auf eine gekürzte 97-minütige Fassung von vor 2001.
In aktuellen Kritiken wird In den Fesseln von Shangri-La überwiegend positiv bewertet. So habe die Botschaft des Films nichts an Relevanz eingebüßt, insbesondere sprächen die pazifistischen Ansätze für sich, auch wenn diese heute zuweilen etwas naiv wirken können. The Huffington Post lobte in einer umfangreichen Rezension im März 2017 die Restaurierungsarbeiten des American Film Institute sowie die „unverändert faszinierenden Besonderheiten“ des Films. Zu nennen seien insbesondere „Szenen, die dem Film Lebendigkeit verleihen, wie die Evakuierung der Flüchtlinge; die Ereignisse und Dialoge während des Fluges nach Tibet; Conways Konflikte und gespaltene Loyalität, sein Gefühl der Treue und Verantwortung; der unkluge Fluchtversuch; und Conways abenteuerliche Rückkehr“. Vor allem lieferten „die Charaktere des Films viel Empathie, wodurch die Themen und Botschaften des Romans nicht beeinträchtigt wurden“.
Inzwischen erfasst der US-amerikanische Bewertungs-Aggregator Rotten Tomatoes 93 % wohlwollende Besprechungen in der Fachpresse und bewertet „Frank Capras zeitloses Meisterwerk“ entsprechend positiv. Parallel urteilte die Motion Picture Editors Guild, der bedeutendste Berufsverband US-amerikanischer Film- und Fernsehredakteure: „Wie Shangri-La hat sich Lost Horizon als zeitlos erwiesen – und das ist sein Vermächtnis.“

## Auszeichnungen
1938 war Lost Horizon bei der 10. Oscarverleihung in sieben Kategorien nominiert. Stephen Goosson gewann mit seinen aufwendigen Filmbauten den Oscar für das beste Szenenbild. Gene Havlick und Gene Milford teilten sich den Oscar für den besten Schnitt. Fünf weitere Nominierungen gab es in den Kategorien:
- Bester Film
- Bester Nebendarsteller (H. B. Warner)
- Beste Regieassistenz (Charles C. Coleman)
- Bester Ton (John Livadary)
- Beste Filmmusik (Morris Stoloff).[68]

Das American Film Institute (AFI) nominierte die ursprüngliche Fassung des Films für die Listen:
- 2002: AFI’s 100 Years … 100 Movies (Liste der besten Filme)[69]
- 2005: AFI’s 100 Years of Film Scores (Liste der besten Filmmusik)[70]
- 2007: AFI’s 100 Years … 100 Movies – 10th Anniversary Edition (Liste der großartigsten Filme)[71]
- 2008: AFI’s 10 Top 10 (Liste der besten Fantasy-Filme)[72]

Im Jahr 2016 stufte die US-amerikanische Library of Congress Frank Capras zeitloses Meisterwerk im National Film Registry als „kulturell, historisch und schöngeistig bedeutsam“ ein. Zum 80-jährigen Bestehen des Films wurde die restaurierte Fassung 2018 für den Saturn Award in der Kategorie Beste DVD- oder Blu-ray-Veröffentlichung einer Special-Edition nominiert.

## Sonstiges
Der Film trug gegen Ende der 1930er Jahre zu einem Medienhype und erheblich zum Mythos von „Shangri-La“ bei. Lost Horizon hat den westlichen Blick auf Tibet und den Lamaismus bis heute nachhaltig geprägt, wobei inzwischen der Name „Shangri-La“ als ein Synonym für das Paradies oder idealen Rückzugsort aus dem Weltgeschehen in der Umgangssprache vieler Länder ein gewisses Eigenleben führt.
Besonders im englischen Sprachraum ist ein aus dem Film stammendes Zitat als Sprichwort weitverbreitet: „Even in Shangri-La the doors have locks.“ („Sogar in Shangri-La haben die Türen Schlösser.“).
Im Jahr 1956 fand die Uraufführung des von Harry Warrens komponierten Broadway-Musical Shangri-La statt. Das Musical wurde 1960 unter dem gleichen Titel von George Schaefer als Fernsehfilm und 1972/1973 von Ross Hunter unter dem Titel Lost Horizon (dt. Der verlorene Horizont) als Filmmusical produziert. Sequenzen aus Frank Capras Urfassung wurden in ungezählten anderen Filmen adaptiert. So ähneln unter anderem in Steven Spielbergs Indiana Jones und der Tempel des Todes die Flugzeugszenen, der unbemerkte Wechsel des Piloten sowie der Absturz im Himalaya der Handlung von Lost Horizon.